# شوفالييه باول
شوفالييه باول (بالفرنسية: Chevalier Paul)‏ هو ملاح فرنسي، ولد في ديسمبر 1597 في مارسيليا في فرنسا، وتوفي في 20 ديسمبر 1667 في تولون في فرنسا.